# Stabilimento Ford di Colonia
Lo stabilimento Ford di Colonia (Cologne Body & Assembly) è una fabbrica del gruppo Ford situata a Colonia, nello Stato federato della Renania Settentrionale-Vestfalia, in Germania. Aperto nel 1931, il sito si estende per circa 28 ettari (69 acri).

## Automobili prodotte

### In produzione
| Foto | Marca | Modello  | Inizio produzione |
| ---- | ----- | -------- | ----------------- |
|      | Ford  | Explorer | 2024              |
|      | Ford  | Capri    | 2024              |

### Fuori produzione
| Foto | Marca | Modello                 | Inizio produzione | Fine produzione |
| ---- | ----- | ----------------------- | ----------------- | --------------- |
|      | Ford  | Model A II              | 1931              | 1932            |
|      | Ford  | V8-18                   | 1932              | 1933            |
|      | Ford  | Model B II              | 1932              | 1934            |
|      | Ford  | V8-40                   | 1934              | 1934            |
|      | Ford  | Rheinland               | 1932              | 1936            |
|      | Ford  | Köln                    | 1933              | 1936            |
|      | Ford  | V8-48                   | 1935              | 1936            |
|      | Ford  | V8-78                   | 1937              | 1938            |
|      | Ford  | Eifel                   | 1935              | 1939            |
|      | Ford  | V8-81A                  | 1938              | 1941            |
|      | Ford  | V8-92A                  | 1939              | 1941            |
|      | Ford  | Taunus G93A / G73A      | 1939 1948         | 1942 1952       |
|      | Ford  | Taunus P2               | 1957              | 1960            |
|      | Ford  | Taunus P1               | 1952              | 1962            |
|      | Ford  | Taunus P3               | 1960              | 1964            |
|      | Ford  | FK1000 / Taunus Transit | 1953              | 1965            |
|      | Ford  | Taunus P4               | 1962              | 1966            |
|      | Ford  | Taunus P5               | 1964              | 1967            |
|      | Ford  | Taunus P6               | 1966              | 1970            |
|      | Ford  | Taunus P7               | 1967              | 1971            |
|      | Ford  | Capri I                 | 1968              | 1973            |
|      | Ford  | Granada I / Consul      | 1972              | 1977            |
|      | Ford  | Capri II                | 1974              | 1978            |
|      | Ford  | Fiesta I                | 1979              | 1983            |
|      | Ford  | Granada II              | 1977              | 1985            |
|      | Ford  | Capri III               | 1978              | 1986            |
|      | Ford  | Fiesta II               | 1983              | 1989            |
|      | Ford  | Scorpio I               | 1985              | 1992            |
|      | Ford  | Fiesta III              | 1989              | 1997            |
|      | Ford  | Scorpio II              | 1994              | 1999            |
|      | Ford  | Fiesta IV               | 1995              | 2002            |
|      | Ford  | Puma                    | 1997              | 2002            |
|      | Ford  | Fiesta V                | 2002              | 2008            |
|      | Ford  | Fusion                  | 2002              | 2012            |
|      | Ford  | Fiesta VI               | 2008              | 2017            |
|      | Ford  | Fiesta VII              | 2017              | 2023            |